# Teorema della mediana
In geometria piana, il teorema della mediana è un teorema che lega la lunghezza della mediana in un triangolo alle lunghezze dei tre lati. È attribuito ad Apollonio. La sua dimostrazione si può ricondurre alla legge del coseno o teorema di Carnot.

## Enunciato
In un triangolo il doppio del quadrato della mediana relativa ad un lato è uguale alla somma dei quadrati degli altri due lati diminuito della metà del quadrato del primo lato.
In altri termini, con riferimento al triangolo OAB vale l'identità:
{\displaystyle \displaystyle 2{\overline {OM}}^{2}={\overline {OA}}^{2}+{\overline {OB}}^{2}-{{\overline {AB}}^{2} \over 2}},
dove M è il punto medio di AB.

## Prima dimostrazione
Ponendo:
{\displaystyle \displaystyle {\overrightarrow {\displaystyle OA}}={\vec {a}}\quad {\overrightarrow {\displaystyle OB}}={\vec {b}}\quad {\overrightarrow {\displaystyle OM}}={\vec {m}}.}
Si ha:
{\displaystyle \displaystyle {\vec {a}}={\vec {m}}-{\vec {u}},\quad {\vec {b}}={\vec {m}}+{\vec {u}}}

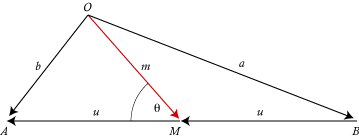

Elevando al quadrato scalare i membri delle ultime uguaglianze si ha:
{\displaystyle \displaystyle {\vec {a}}^{2}=({\vec {m}}-{\vec {u}})^{2}\quad {\vec {b}}^{2}=({\vec {m}}+{\vec {u}})^{2}}
sviluppando i calcoli si ottiene: 
{\displaystyle \displaystyle {\vec {m}}^{2}-2{\vec {m}}\cdot {\vec {u}}+{\vec {u}}^{2}={\vec {a}}^{2}}
{\displaystyle \displaystyle {\vec {m}}^{2}+2{\vec {m}}\cdot {\vec {u}}+{\vec {u}}^{2}={\vec {b}}^{2}}
successivamente sommando membro a membro:
{\displaystyle \displaystyle 2m^{2}+2u^{2}=a^{2}+b^{2}}
e infine:
{\displaystyle \displaystyle 2m^{2}=a^{2}+b^{2}-{(2u)^{2} \over 2}}.

## Seconda dimostrazione
Ponendo:
{\displaystyle \displaystyle {\widehat {OMA}}=\theta ,\quad {\widehat {OMB}}=\pi -\theta }
applicando, ora, il teorema del coseno ai triangoli OMA e OMB, si ha:
{\displaystyle \displaystyle b^{2}=m^{2}+u^{2}-2mu\cos(\theta )}
{\displaystyle \displaystyle a^{2}=m^{2}+u^{2}-2mu\cos(\pi -\theta )=m^{2}+u^{2}+2mu\cos(\theta )}
Sommando quindi membro a membro le ultime uguaglianze si perviene all'identità richiesta.